# Ореховая (приток Бешпагирки)
Ореховая (иногда Орехова) — река в России, протекает по Шпаковскому и Грачёвскому районам Ставропольского края в одноимённой балке. Сливаясь с рекой Кофанова, образует Бешпагирку. Длина реки составляет 12 км, площадь водосборного бассейна 36,3 км².
Входит в «Перечень объектов, подлежащих региональному государственному надзору в области использования и охраны водных объектов на территории Ставропольского края», утверждённый постановлением Правительства Ставропольского края от 5 мая 2015 года № 187-п.

## География
Берёт начало западнее посёлка Новый Бешпагир Шпаковского района. Течение реки медленное. Русло проходит по топкой низине. Ширина поймы достигает 1 км. Сливается с Кофанова юго-западнее села Бешпагир Грачёвского района.
В Ореховую впадает 10 небольших притоков общей длиной 16 километров. В верховье у реки есть родник; на самой Ореховой и в её бассейне сооружён ряд прудов. К восточной границе долины реки прилегает гора Жирная.

## Данные водного реестра
По данным государственного водного реестра России относится к Донскому бассейновому округу, водохозяйственный участок реки — Калаус, речной подбассейн реки — бассейн притоков Дона ниже впадения Северского Донца. Речной бассейн реки — Дон (российская часть бассейна).
Код объекта в государственном водном реестре — 05010500212108200001039.